# Batalla de Cornus
La batalla de Cornus va ser un enfrontament de la Segona Guerra Púnica, que va tenir lloc l'any 215 aC a l'illa de Sardenya. En la batalla es van enfrontar l'exèrcit cartaginès comandat per Àsdrubal el Calb i el cabdill sard Hampsicora, contra les tropes de la República Romana sota les ordres de Tit Manli Torquat. La batalla es va iniciar quan l'exèrcit cartaginès va esembarcar a Sardenya per donar suport a la revolta dels sards contra l'ocupació romana.
Els exèrcits que es van enfrontar tenien aproximadament el mateix nombre de soldats i la batalla es va dur a terme en algun lloc entre Cornos i Caralis (avui Càller). Els romans van destruir l'exèrcit púnic i més tard van expulsar la flota cartaginesa en una batalla naval al sud de Sardenya.

## Preludi
Els romans feia temps que estaven enfrontats als nadius de l'illa de Sardenya, des que havien pres el control de l'illa l'any 237 aC. L'única legió que hi havia destinada a Sardenya estava força debilitada per les malalties i pel fet que les provisions de Roma, així com la paga dels soldats, arribaven de forma molt irregular. Això obligava a la legió a finançar-se directament mitjançant impostos que exigien a la població nativa, provocant un fort descontent entre els sards.
Hampsicora, un cabdill dels sards, es va posar en contacte amb els cartaginesos demanant ajut. Cartago va decidir de finançar la revolta, reclutar un exèrcit i vèncer la guarnició romana. Malgrat tot, la flota que transportava les forces púniques es va veure atrapada per una tempesta que va desviar les naus fins a les illes Balears, on moltes de les naus es van haver de reparar, retardant molt el desembarcament dels cartaginesos a Sardenya.
Mentrestant, Hampsicora s'esforçava a reclutar un exèrcit entre la seva gent alhora que reunia les provisions per les seves tropes a la rodalia de la ciutat de Cornos (prop de Cuglieri, a la costa occidental de l'illa). El retard dels cartaginesos va brindar l'oportunitat als romans d'enviar tropes de refresc al pretor de la guarnició de Sardenya, Quint Muci Escèvola que a més estava malalt. Aquestes forces les comandava Tit Manli Torquat que havia estat cònsol a l'illa el 235 aC. Les tropes romanes eren ara 20.000 soldats d'infanteria i 1.200 de cavalleria.
Aprofitant l'absència d'Hampsicora, que es trobava en una missió de reclutament, Tit Manli va aconseguir provocar a Hiostus, el fill del sard, perquè l'ataques. Tit Manli, molt més entrenat en l'art de la guerra, en va sortir victoriós i uns 7.500 soldats sards van morir en la batalla, causant la desintegració de les forces rebels. Els supervivents es van unir a les forces d'Àsdrubal el Calb, que finalment va desembarcar a Sardenya a la tardor del 215 aC, i plegats van marxar cap a Carales, on els esperaven els romans per fer-los front.

## Batalla
Els dos exèrcits no es van enfrontar de manera immediata, si no que van establir els seus campaments en llocs propers. Durant els dies següents hi van haver algunes batusses de poca importància, sense que cap dels dos bàndols obtingues un clar avantatge. Finalment, els dos comandants van decidir lliurar la batalla.
Ambdós exèrcits van formar seguint la tradició, amb la infanteria al mig i la cavalleria als flancs. Durant quatre hores, la batalla es va prolongar sense un resultat clar fins que un dels destacaments romans va aconseguir imposar-se als sards que defensaven un dels laterals de l'exèrcit cartaginès. La victòria romana en aquesta secció va provocar que les tropes giressin cap al centre, desfent la resistència cartaginesa.
Àsdrubal i Hiostus, entre d'altres, van ser capturats i executats. Hampsicora va poder fugir del camp de batalla, si bé en conèixer les dimensions de la derrota i la mort del seu fill, es va suïcidar. Les tropes supervivents es van refugiar a la ciutat de Cornos, fins que Tit Manli la va prendre a l'assalt al cap de pocs dies.

## Batalla naval
L'expedició cartaginesa que constava d'uns 60 quinquerrems i un nombre desconegut de naus de transport, va embarcar als supervivents de Cornos i va salpar cap a Àfrica. Però en el camí es van trobar amb una armada romana botada des de Sicília comandada per Tit Otacili Cras. Els romans superaven àmpliament als cartaginesos i van capturar set de les seves naus. La resta es va dispersar arribant finalment, amb més o menys sort, a les costes africanes.

## Importància i conseqüències
Els cartaginesos van patir baixes importants, incloent-hi Magó, un parent d'Hanníbal, i Hannó, instigador de la revolta dels sards, als que els romans van capturar.
Les ciutats rebels sardes es van rendir als romans, permetent a Manli reenviar part de les seves tropes de nou cap a Itàlia. Aquesta victòria va portar l'estabilitat necessària al subministrament de gra de Sardenya cap a Itàlia, ja que la campanya d'Hanníbal havia destruït molts camps a territori italià i el subministrament de gra era essencial.
Després d'aquesta batalla, els cartaginesos no van tornar a amenaçar el domini romà a l'illa excepte per algunes incursions navals dutes a terme l'any 210 aC.